# Grande Buenos Aires
A Grande Buenos Aires é a Cidade Autônoma de Buenos Aires, juntamente com sua extensão natural ou conurbação sobre a vizinha Província de Buenos Aires. Esta extensão da cidade de Buenos Aires dá-se em todas as direções possíveis (norte, oeste e sul; a leste se vê impossibilitada pelo rio da Prata), definindo-se zonas com distintas peculiaridades. Por exemplo, a zona norte da Grande Buenos Aires está associada tradicionalmente com a classe alta, enquanto na zona sul proliferam bairros de residências mais humildes.[carece de fontes?] A megacidade concentra grande parte da população argentina e de sua produção econômica, principalmente na área industrial e de serviços.
A capital da Argentina conta com uma população de mais de 13 milhões de habitantes, sendo a segunda maior região metropolitana da América do Sul, terceira da América Latina atrás de São Paulo e Cidade do México, e 16ª do mundo.
O sistema de transporte da metrópole é composto por eixos multimodais pautada na integração. Trens, um sistema de Bus Rapid Transit (o sistema de transporte Metrobus, restrito a capital argentina), ônibus, o Metropolitano de Buenos Aires e um sistema de bicicletas públicas são as principais maneiras de locomoção pela metrópole. A maneira de transporte mais utilizada para se locomover das cidades da Grande Buenos Aires para a capital é o sistema de trens, que conta com 305 estações e transporte 100 milhões de passageiros anualmente.